# Tatum (Karolina Południowa)
Tatum – miasto w Stanach Zjednoczonych, w stanie Karolina Południowa, w hrabstwie Marlboro.